# サキドルエースSURVIVAL
サキドルエースSURVIVAL（さきどるえーすさばいばる）は、週刊ヤングジャンプ編集部が行う女性アイドルオーディションである。
2019年に開催された関連企画『コスプレ大戦』に関しても記述する。

## 概要
2012年からスタートしたグループアイドルによる読者参加型グラビアオーディション。“サキドルエースSURVIVAL”とは「最先端アイドルグループのエース級少女によるサバイバル」の略称である。週刊ヤングジャンプ該当号のアンケートはがきによる投票により優勝を争い、SEASON4までの優勝者にはグループ全体でのグラビアページ登場権利、SEASON5からはソログラビアによる紙面登場権利を争う。
SEASON6はSHOWROOMとコラボレーションし、動画配信も加点対象となった。SEASON7以降の夏季大会はTIFにおいてコラボレーションした企画が行われている。
2019年1月10日、週刊ヤングジャンプ創刊40周年を記念し、各賞受賞者や2018年の表紙アイドルから選抜した「SS ELEVEN」を結成。サキドルエースからはSEASON5出場後、継続的に紙面登場を果たしている安藤咲桜が選抜された。
令和改元後の2020年以降はコロナ禍などの影響でエントリー者発表から最終結果発表までの間隔が長くなっていたが、2023年のSEASON13は3か月半に短縮された。
※以下、所属グループはすべて参加当時のもの。

## サキドルエースSURVIVAL
2012年12月に開催。5グループ5人参加。

### 優勝
- 仙石みなみ（アップアップガールズ（仮））[5]

### その他参加者
- 夢眠ねむ（でんぱ組.inc）
- 立花風香（しず風＆絆）
- 神谷えりな（スチームガールズ）
- 瑞稀もえ（LinQ）

## サキドルエースSURVIVAL SEASON2
2013年5月に開催。5グループ5人参加。LinQが前回に引き続き参戦。

### 優勝
- 高見奈央（ベイビーレイズ）[7]

### その他参加者
- 岡田ロビン翔子（THEポッシボー）
- 百川晴香（怪傑！トロピカル丸）
- 武田紗季（palet）
- 杉本ゆさ（LinQ）

## サキドルエースSURVIVAL SEASON3
2014年2月に開催。12グループ12人参加。

### 優勝
- 坂元葉月（大阪DAIZY7）[8]

### その他参加者
- 横山あみ（PPP! PiXion）
- 森谷まりん（ドキドキ☆ドリームキャンパス）
- KANON（Lucky Color`S）
- 櫻井りほ（放課後プリンセス）
- 森咲智美（OS☆U）
- 京佳（夢見るアドレセンス）
- 南千紗登（アイドルカレッジ）
- 木下綾菜（さんみゅ～）
- 浦谷はるな（WHY@DOLL）
- 片岡かずさ（dela）
- 大西颯季（GO!GO!ぱわふる学園）

## サキドルエースSURVIVAL SEASON4
2015年7月開催。1ラウンド目、3ラウンド目がソログラビア。2ラウンド目がタッググラビアという初のチームトーナメント形式となった。12グループ20人参加。dela、夢みるアドレセンスが2回連続。paletが2度目の参加。仙石みなみ、岡田ロビン翔子はチームを変えての2度目の参加となる。

### 優勝
- palet

### FINAL ROUND～Beautiful Dream・Battle Water Flower～
- 沢井里奈（dela）
- 武田紗季（palet）
- 石田佳蓮（NEO from アイドリング!!!）

### ROUND2 ～夢のアイドルタッグマッチ～
- 椎名あつみ、辺見玲菜（スルースキルズ）
- 早見紗英、片岡かずさ（dela）
- 石田佳蓮、伊藤祐奈（NEO from アイドリング!!!）
- 京佳、山田朱莉（夢みるアドレセンス）
- 新井愛瞳、岡田ロビン翔子（チーム負けん気）
- 木元みずき、武田紗季（palet）

### ROUND1 ～12アイドル タイマンバトル～
- 天木じゅん（仮面女子）
- 辺見玲菜（スルースキルズ）
- 瞳さとみ（dela）
- ユカフィン・ドール（アフィリア・サーガ）
- 岡村百華（山口活性学園）
- 伊藤祐奈（NEO from アイドリング!!!）
- 京佳（夢みるアドレセンス）
- 小松ひな（lyrical school）
- 仙石みなみ（チーム負けん気）
- 安田玲（HR）
- 吉田凛音（ヤングジャンプ選抜）
- 木元みずき（palet）

## サキドルエースSURVIVAL SEASON5
2016年5月開催。10チーム10人参加。

### 優勝
- 根本凪（虹のコンキスタドール）[9]

### その他参加者
- 雨宮伊織（妄想キャリブレーション）
- 久松かおり（サンミニ）
- 荒川優那（アキシブproject）
- 安藤咲桜（つりビット）
- 横井ほなみ（FES☆TIVE）
- 星名はる（アイロボ）
- 天照大桃子（バンドじゃないもん!）
- 野田仁美（READY TO KISS）
- 中根もにゃ（STARMARIE）

## サキドルエースSURVIVAL SEASON6
2016年12月開催。10チーム10人参加。バンドじゃないもん！が2回連続の参戦。過去最多の5万票超えの投票数を記録。

### 優勝
- 甘夏ゆず（バンドじゃないもん!）

### その他参加者
- 鹿目凛（ベボガ!（虹のコンキスタドール黄組））：準優勝
- 郡司英里沙（Pimm's）：SHOWROOM賞
- 安藤笑（愛乙女☆DOLL）：SHOWROOM賞2位
- 侑杏（PREDIANNA）
- 涼本奈緒（アットミー）
- 加藤桃花（バクステ外神田一丁目）
- 黒宮れい（The Idol Formerly Known As LADYBABY）
- キャン・マイカ（GANG PARADE）
- 八木ひなた（ぷちぱすぽ☆）

## サキドルエースSURVIVAL SEASON7
2017年8月開催。10チーム10人参加。ヤングジャンプ36・37合併号の表紙では漫画『ONE PIECE』とのコラボレーションが行われた。11月のグランプリ発表時に過去最高投票数と報じられた。

### 優勝
- 山広美保子（2o Love To Sweet Bullet）

### その他参加者
- 的場華鈴（虹のコンキスタドール）：準優勝
- 吉井美優（26時のマスカレイド）
- 南口奈々（GEM）
- 橘莉子（seeDream）
- 小泉明音（ヲルタナティヴ）
- 間中芽衣（それでも時代はまわってます。）
- ましろ（CY8ER）
- 沖口優奈（マジカル・パンチライン）
- 瀬戸真凛（じぇるの!）

## サキドルエースSURVIVAL SEASON8
2018年1月開催。7グループ7人参加。

### 優勝
- 生牡蠣いもこ（神使轟く、激情の如く。）[16]

### その他参加者
- 橋本愛奈（チャオ ベッラ チンクエッティ）
- 青葉ひなり（FES☆TIVE）
- 夢乃まゆこ（Shibu3 project）
- ユミ・Ｗ・クライン（純情のアフィリア）
- 川崎ひかる（われらがプワプワプーワプワ）
- 小此木流花（アキシブproject）

## サキドルエースSURVIVAL SEASON9
2018年7月開催。過去最多となる16グループ16人参加。神使轟く、激情の如く。、純情のアフィリア、Shibu3 projectが連続参加。
ヤングジャンプモバイルサイト「ヤンジャン!」ではサキドルエースSURVIVAL MOBILEも同時開催され、16名中12名が参加。MOBILE優勝者は所属グループ全員でのインタビューページ登場が特典となっている。

### 優勝
- 実久里ことの（神使轟く、激情の如く。）

### 参加者
- RIHO（QUEENS）：MOBILE優勝
- 熊田来夢（Shibu3 project）
- 西葉瑞希（きゅい～ん'ズ）：準優勝
- 鳥海絢菜（LiT）
- 松井奈々（絶対直球女子!プレイボールズ）
- 平澤芽衣（THERE THERE THERES）
- 夏目綾（Mew Mew）：ミスマガジン2019 ミス週刊少年マガジン受賞
- ミミミユ（MIGMA SHELTER）
- 橘南桜（Shine Fine Movement）
- ミイミ（純情のアフィリア）
- 西ひより（煌めき☆アンフォレント）：3位
- 馬都レミ（終演後物販卍）
- ヒナノ（アップアップガールズ（プロレス））
- 森のんの（SAY-LA）
- リンコスター（『インキーウップス』）

## サキドルエースSURVIVAL SEASON10
2020年5月開催。12グループ12人参加。ハガキ＋LINE LIVEポイントで優勝者を決定。
サキドル×LINE LIVE（LINE LIVEポイント1位はYJの巻末グラビアに登場＋グループ全員でYJプレゼントページに登場）、サキドルmobile SEASON2が同時開催　(投票数一位はメンバー全員でYJプレゼントページに登場＋インタビューの掲載)

### 優勝
- 優希クロエ（純情のアフィリア）：サキドルmobile SEASON2 1位[18]

### 参加者
- 宮花もも（ハニースパイスRe.）
- 茜紬うた（スリジエ：宙組）
- 米倉みゆ（【eN】）
- 和泉ふみ（虹色の飛行少女）
- 桐原美月（リルネード）
- 桃瀬めぐ（bob up.）
- 坂東遥（CoverGirls）
- 神田ジュナ（虹のファンタジスタ）
- 柳川みあ（Glitter Piece）
- 鈴木未央（ゆるっと革命団）
- 岸みゆ（＃ババババンビ）：LINE LIVEポイント1位

## サキドルエースSURVIVAL SEASON11
2021年4月開催。過去最多21グループ21人参加。グループでのYJプレゼントページへの掲載を争う「サキドル×LINE LIVE」も開催される。

### 優勝
- なな茶（黒のシャーナ）
ノミネート時の旧芸名・千葉奈々希。結果発表時にはグループ脱退、エイベックス・マネジメントに移籍後に改名[20]。

### 参加者
- 渥美かな（Malcolm Mask McLaren）
- 松田瑠夏（アイドルカレッジ候補生）
- 浅倉うみ（BenjaminJasmine）
- 向日葵ななみ（黒は着ない。）
- 日翠すい（#DSPMSTARS）
- 伊原佳奈美（Fragrant Drive）
- 小町まい（サンダルテレフォン）
- 永瀬かのん（STAiNY）
- 白瀬あかり（JAPANARIZM）
- もも（にゅ～わ）
- 立花りく（//ネコプラ//）
- 津崎たみ（アイテムはてるてるのみ2）
- 白鳥優菜（ワンチャンアリーナ）
- 一宮ゆい（群青の世界）
- こはる（SOL）
- 拍羽想（MELT）
- 天使もも（Dollｙ Kiss）
- 高坂琴水（キプリスモルホォ）
- 愛森ちえ（elsy）
- 福丸雛（BOCCHI。）：LINE LIVEポイント1位[21]

## サキドルエースSURVIVAL SEASON12
2022年3月開催。前回に引き続き21グループ21人参加。テーマはイスとりゲーム。グループでのYJプレゼントページへの掲載を争う「サキドル×LINE LIVE」も開催される。

### 優勝
- 工藤菫（アップアップガールズ（仮））
LINE LIVE部門でも1位を獲得し、2022年11月17日発売のYJ51号で表紙&巻頭グラビア掲載。エントリー者発表から優勝者発表までに7か月かかった[3][23]。

### 参加者
- 紫吹あや（しーぐらむ!）
- 山本紗綾（OS☆U）
- 桜田愛音（Chameleon Republic）
- 沢村りさ（Lily of the valley）
- 池田杏菜（ルルネージュ）
- 兎ゐまりん（MELT）
- 星つばき（ハートの心電図）
- 本間菜穂（LOVE CCiNO）
- 本多しおり（I MY ME MINE）
- 白坂りこ（くれよんちゅ～どく）
- 渡辺陽菜（Layn）
- 二宮あー（ネモフィラ新世界）
- 片瀬美月（ぴゅ～ぴるモ!）
- 楠茉夏（SharLie）
- 立花ことり（Mystear）
- 安藤汐音（mai mai）
- 広山楓（Notall）
- 犬神ユウ（alma）
- 古湊まり（JAPANARIZM）
- 石原さき（#よーよーよー）

## サキドルエースSURVIVAL SEASON13
2023年8月開催。3年連続過去最多タイの21チーム21人参加。副題は「推せ!担げ!!」。ハガキ投票に加えミクチャ配信、動画Lile審査も加点される。ミクチャ配信、動画ポイント上位グループにもオリジナルの特典あり。

### 優勝者
- 大白桃子（fishbowl）
2023年12月14日発売『ヤングジャンプ』No.2にて総合優勝発表。同誌で表紙及び巻頭グラビアを担当[4]。

### 参加者
- 水湊真白（Loulouchouchou）
- 塩見ももこ（ICECREAM SCREAM）
- 恋姫みあん（RONLON）
- 鈴木芽生菜（アップアップガールズ（仮））
- 森園ゆうか（きっとずっと青春。）
- 衣麗月（神薙ラビッツ）
- 村上優香（ニーキューオメガ）
- 萌果（イントリンシックバリュー）
- ななみ（トイランド）
- 奥愛梨（JAPANARIZM）
- 西園寺らむね（甘病神°Cロヲむ）
- 大瀧沙羅（MASK OF GODDESS）
- 桜羽ゆいり（#ドレミファソラシード）
- 藤木愛梨（Principal）
- 麦茶ひの（シャニムニ＝パレード）
- 瀬戸咲稀（Challenge Girls!）
- 浜辺千夢（STAiNY）
- 伏見りほ（2o Love to Sweet Bullet）
- 内野亜美（シャルロット）
- あさひ凛（瞬きもせず）

## サキドルエースSURVIVAL SEASON14
2025年1月開催。過去最多タイの21チーム21人参加。副題は「天晴れいただけ2025」。優勝特典として表紙＆巻頭グラビアに加え、グラビア写真を使用したアドトラックを走行させる。ミクチャ配信＋動画ポイントによる特別賞を用意。

### 優勝者
- 櫻井もえ（I MY ME MINE）
2025年7月24日発売『ヤングジャンプ』No.34にて総合優勝発表。同誌で表紙及び巻頭グラビアを担当[27]。結果発表時にはグループ卒業済[27]。

### 参加者
- 小坂さな（シチュエーションシップ）
- 雛なの（すてねこキャッツ）
- 村松里依（RiBORN）
- 青柳佑芽（アップアップガールズ（仮））
- 百瀬せいな（ひめもすオーケストラ）
- 香山咲希（てぃあどろっぷ）
- 小林羽華（KOIHAJI -恋が始まる心拍数-）
- 中村みずき（ポップキャスト）
- 夢藤りのん（テンシメシ）
- 聖杏華（MiX BeRRY）
- 本多もか（dela）
- 加藤舞（EYE CANDY）
- 睦月まる（キミと永遠に）
- 桜坂ともみ（ラブアグレッション）
- 西緒りり（あまいものつめあわせ）
- ゆめぴりか（カリギュラ）
- 黒崎氷菜（ストロボグリッター）
- 平真帆（YUM!-TUK!）
- yomi（NEW POLARIS ）
- 由利美桜（miao）
- 櫻井もえ（I MY ME MINE）

## 第一次コスプレ大戦 COSTUME WAR
2019年2月開催。近年のグラビア登場モデルにコスプレイヤーが増えてきていることから、ヤングジャンプ創刊40周年企画として開催。紙面でヤングジャンプ連載漫画（連載終了作品も可能）のコスチューム、さらに個人の魅力を出すため持ち込みのコスチューム、水着姿を掲載。読者アンケート1位（優勝）のコスプレイヤーにはソログラビア登場権を進呈。また撮影写真をもとにした電子書籍を個別に制作し、売上1位には優勝枠とは別に撮り下しデジタル写真集を制作する。

### 優勝者
- 桃色れく[30]

### 参加者
- 水湊みお
- さちぶどう
- すみれおじさん
- カモミール
- 小澤らいむ
- 望月もち子
- オシリス
- ふぇりすみにょん
- 赤木クロ
- 羽生ゆか